# Lyreidus stenops
Lyreidus stenops is een krabbensoort uit de familie van de Raninidae. De wetenschappelijke naam van de soort is voor het eerst geldig gepubliceerd in 1887 door Wood-Mason.